# برنامج الشراكات الاستراتيجية
برنامج الشراكات الاستراتيجية يأتي ضمن برامج تسريع تحقيق رؤية المملكة العربية السعودية 2030، ويشرف على تنفيذه مجلس الشؤون الاقتصادية والتنمية ، حيث يهدف البرنامج إلى إضفاء العمق على الشراكات الاقتصادية الاستراتيجية مع دول الشراكة الاستراتيجية، والتي بدورها تمتلك المكونات الأساسية إضافة إلى علاقاتها الاستراتيجية بدول المنطقة ودول مجلس التعاون الخليجي

## أهداف برنامج الشراكات الاستراتيجية

### أهداف مباشرة
- تكثيف التعاون بين دول مجلس التعاون الخليجي.
- تحسين العلاقات الاقتصادية الإقليمية.
- تقوية العلاقات الاقتصادية مع شركاء المملكة العالميين.
- توفير فرص للاستثمار الأجنبي المباشر.

### أهداف غير مباشرة
- إعادة تأهيل المدن الاقتصادية.
- توطين الصناعات الواعدة.
- صناعات عسكرية بأيدي وطنية.
- زيادة المستوى المحلي في القطاعات غير النفطية.
- تأسيس شراكات اقتصادية عبر صندوق الاستثمارات العامة.
- رفع كفاءة الربط المحلي والإقليمي والدولي لشبكات التجارة والنقل.
- جذب المواهب العالمية واستقطابها.
- الحصول على الخدمات الصحية بكل يسر وسهولة.
- زيادة القيمة المحصلة من الخدمات الصحية.
- الوعي ضد المخاطر الصحية.
- الارتقاء بقطاع السياحة.
- تسهيل ممارسة الأعمال من الناحية التنظيمية.
- رفع مستوى النمو للاقتصاد الرقمي.
- تخصيص بعض الخدمات الحكومية.
- رفع كفاءة أداء المراكز اللوجستية.
- النمو في قطاع الفنون والثقافة السعودية وتكيف المساهمة فيه.
- تقديم الدعم للشركات الوطنية الكبرى.
- تحسين وتنمية الشركات الصاعدة وجعلها شركات رائدة إقليمياً وعالمياً.
- الارتقاء بالصناعات المتعلقة بالنفط والغاز.
- زيادة مساهمة مصادر الطاقة المتجددة في مزيج الطاقة.[2]

## مؤشرات برنامج الشراكات الاستراتيجية

### مؤشرات خاصة بالبرنامج
- التكامل بين دول مجلس التعاون الخليجي: مؤشر التكامل الإقليمي لدول مجلس التعاون لدول الخليج العربي.
- تركيز الصادرات: الدرجة في مؤشر هيرفيندهل- هيرشمان لتركيز الصادرات.
- تمكين التجارة : مؤشر تمكين التجارة- المؤشر الفرعي للوصول إلى الأسواق.
- تركيز الاستثمار: الدرجة في مؤشر هيرفيندهل- هيرشمان لتركيز الاستثمار الأجنبي المباشر ( حسب الدولة والقطاع).

### مؤشرات تمثل مستهدفات
- توفير فرص وظيفية في القطاع الخاص.
- تنمية الإيرادات غير النفطية.
- المساهمة في المحتوى المحلي.
- الناتج المحلي الإجمالي.

### مؤشرات يجب مراعاتها
- ميزان المدفوعات.
- معدل التضخم.
- معدل الإستهلاك.[3]